# Otto Heller (Literaturwissenschaftler)
Otto Heller (* 1863 in Sachsen; † 29. Juli 1941) war ein amerikanischer Literaturwissenschaftler.

## Leben
Otto Heller versuchte sich zunächst als Schauspieler und besuchte dann die Karls-Universität Prag sowie die Universitäten in München, Wien und Berlin. 1883 wanderte er in die Vereinigten Staaten aus, wurde Tutor und 1887 Instrukteur für Griechisch am LaSalle College in Philadelphia. 1890 promovierte er an der University of Chicago. Haller war kurzzeitig am Massachusetts Institute of Technology, bevor er 1892 eine Professur für deutsche Sprache und Literatur an der Washington University in St. Louis erhielt.
Diese war über 10 Jahre von Adolphus Busch für ihn finanziert und begründete die deutsche Abteilung der Universität. 1914 erhielt Heller zu dieser Professur eine weitere in moderner europäischer Literatur. 1923 wurde er erster Dekan der Graduate School of Arts and Sciences, welches er bis zu seiner Emeritierung 1937 blieb.
Heller war mit Jean S. Blair Heller verheiratet. Er war in seiner Zeit als Schriftsteller und Literaturkritiker bekannt.

## Schriften (Auswahl)
- Aus dem Tagebuch eines Achtundvierzigers (Doktor Enno Sander). In: Deutsch-Amerikanische Geschichtsblätter, Jg. 19 (1913), S. 309–340.
- Ahasver in der Kunstdichtung. In: Modern Philosophy, Vol. 3. No. 1. June 1905
- Faust and Faustus. A Study of Goethe's Relation to Marlowe. Washington University Studies. Language and Literaturae, No. 2. 1931
- Henrik Ibsen. Plays and Problems. Boston. Houghton Mifflin Co., 1912
- Studies in Modern German Literature. Sudermann, Hauptmann, Women Writers of the Nineteenth Century. Boston. Ginn. 1905
- Prophets of Dissent. Essays on Maeterlinck, Strindberg, Nietzsche and Tolstoy. Alfred A. Knopf. New York. 1918